# Quatre barré

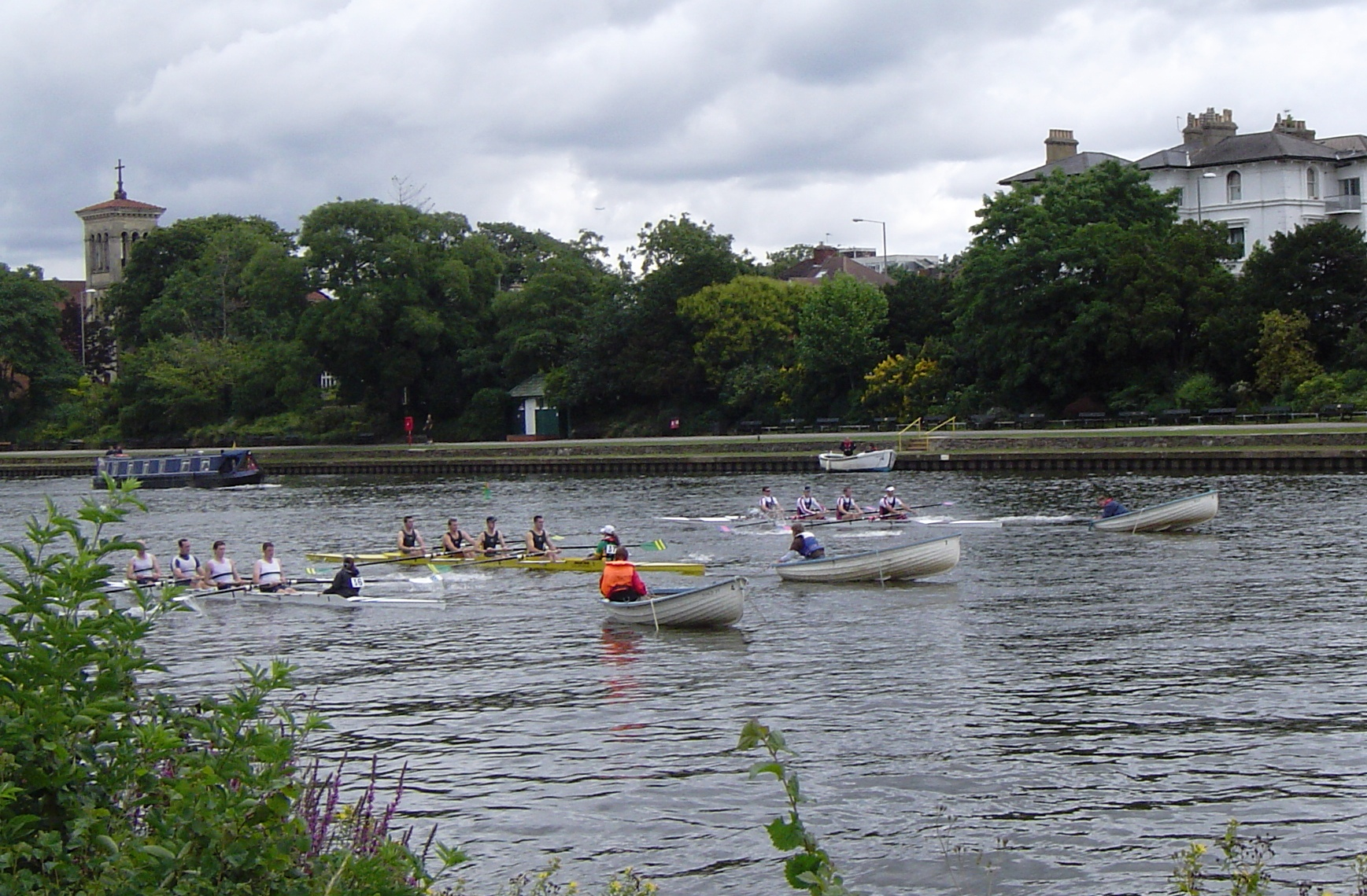
Départ d'une course sur la Tamise à Kingston upon Thames au Royaume Uni

Schéma d'un quatre barré, avec le barreur àl'avant.

En aviron, le quatre barré, ou quatre avec barreur, en abrégé 4+,  est un bateau à quatre rameurs, chacun maniant une rame, et un barreur. 
Deux rameurs rament du côté droit du rameur, deux du côté gauche. Le barreur dirige le bateau à l'aide d'un gouvernail ; il peut être assis soit à la poupe du bateau où il a une vue sur l'équipage placé devant lui, soit à l'avant, dans le dos du quatrième rameur ; dans ce cas, la communication est plus délicate avec l'équipage qui est placé derrière lui, mais le barreur a une meilleure vue sur le parcours.
Le deux barré a fait partie des catégories olympiques à l'aviron en 1900, puis de 1912 jusqu'en 1992. 
Le record en temps a été établi par l'équipage allemand lors de la finale des Championnats du monde d'aviron à Vienne, en Autriche, en 1991 ; l'équipage formé par les rameurs Matthias Ungemach, Armin Weyrauch, Armin Eichholz, Bahne Rabe et le barreur Jörg Dedering a terminé en 5 minutes 58 secondes et 96 centièmes.